# 명란젓
명란젓(明卵-, 문화어: 알밥젓)은 명태의 알인 명란을 소금에 절여 담근 젓이다. 막이 터지지 않은 채로 담그는 것이 특징이다. 주로 반찬이나 술안주로 먹는다.
명란젓은 함경도 신포와 서호의 것이 유명하며, 대한민국에서는 부산에서 많이 생산한다.
한국 음식인 명란젓이 일본과 러시아에도 전해져, 각각 멘타이코(일본어: 明太子)와 이크라 민타야(러시아어: икра минтая) 라는 이름으로 알려져 있다.

## 역사
명태의 알인 명란은 17세기 《승정원일기》에 언급되며, 명태 알로 담근 명란젓은 18세기 농업·가정생활서인 《증보산림경제》와 19세기 백과사전인 《오주연문장전산고》의 〈북어변증설〉에 언급된다. 명란젓 만드는 법은 19세기 조리서 《시의전서》에 기록되어 있다.
그러나 어란과 달리 명란젓은 겨울철이 아니면 실온 유통이 어려워 20세기 초반까지 겨울철에만 함경도에서 한반도 남부로 유통된 것으로 추정된다. 1924년 《조선무쌍신식요리제법》에서도 정월(1월)이 지나면 먹기를 덜 하는 음식으로,  1934년 《일일활용조선요리제법》에서도 명란젓을 겨울에 먹는 음식으로 소개했다.
남북 분단 이후 명태가 많이 잡히는 조선민주주의인민공화국에서는 명태알전, 명태알계란찜, 명태알젓찌개, 명태알밥 등 명란젓을 이용한 다양한 요리가 남아 있으나, 명태가 귀해진 대한민국에서는 명란젓이 드물어졌다가 러시아산 명란을 부산 등지에서 가공하는 방식으로 다시 생산하고 있다.

## 사진

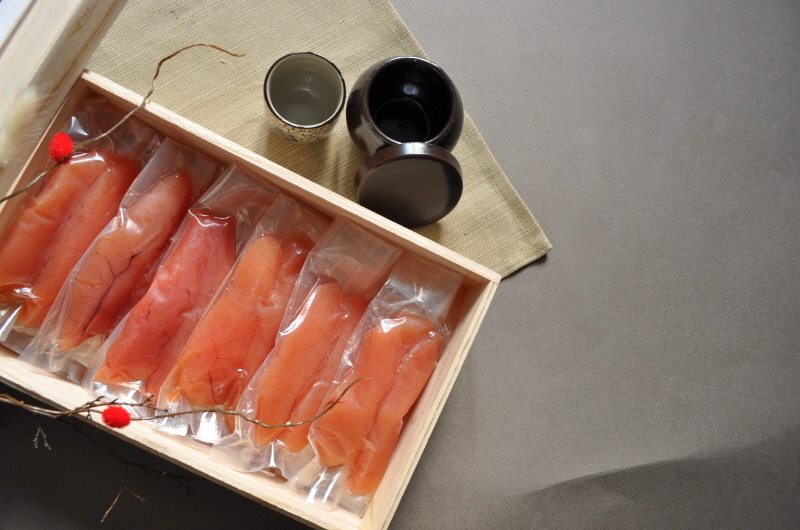
진공포장된 명란젓
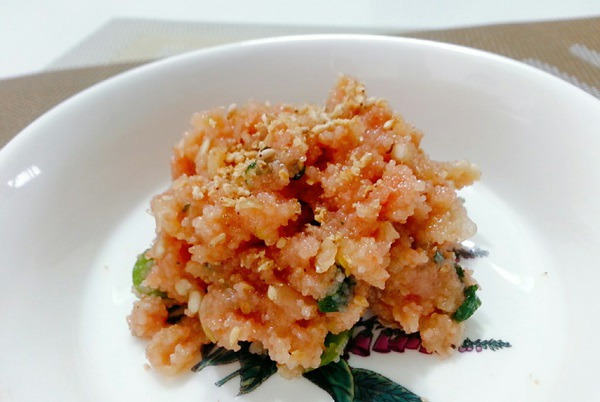
명란젓무침

## 같이 보기
- 고지젓
- 아감젓
- 창난젓
- 태안젓